# Scott Lawton
Scott Lawton (* 4. Juli 1960 in New Castle, Pennsylvania) ist ein US-amerikanischer Dirigent und Pianist.

## Leben
Scott Lawton studierte am Oberlin College und am College-Conservatory of Music Cincinnati. Nach Stationen als Solorepetitor in Bielefeld und Kapellmeister am saarländischen Staatstheater wurde er 1999 Chefdirigent beim Deutschen Filmorchester Babelsberg. Seit 2005 ist er Dirigent des Landespolizeiorchester Nordrhein-Westfalen. Von 2004 bis 2009 war er auch Musikalischer Leiter bei den Gandersheimer Domfestspielen. Er unterrichtet Musikinterpretation an der Folkwang Hochschule in Essen.
Als Gastdirigent ist er mit vielen Orchestern aufgetreten, unter anderem mit dem Kölner Rundfunkorchester, dem Gürzenich-Orchester Köln, dem Sinfonieorchester Wuppertal, dem saarländischen Staatsorchester, der Meininger Hofkapelle, dem Brandenburgischen Staatsorchester Frankfurt und dem  Philharmonischen Orchester der Stadt Ulm.
Scott Lawton betreut symphonische Crossover-Projekte mit den Scorpions, Udo Lindenberg, Karat, The World Quintet, Mousse T. und Omara Portuondo mit dem Buena Vista Social Club; Konzerte, bzw. Aufnahmen mit Tatiana Lisnic, Johannes Heesters, Joja Wendt, Otto Waalkes, Frank Popp Ensemble, Soulounge, Motion Trio, Mísia, Betin Güneş, Franck Tortiller, Louie Austen, Jon Lord und Joy Denalane hat er auch dirigiert.
Stummfilme von Charlie Chaplin, Fritz Lang, Alfred Hitchcock und Laurel und Hardy hat er begleitet. Als Dirigent ist er alljährlich beim José-Carreras-Benefizkonzert in Leipzig und hat viele Konzerte seit 2000 beim Classic Open Air am Gendarmenmarkt in Berlin dirigiert. 2005 dirigierte er auch bei dem Eröffnungskonzert der Wiener Festwochen. 2007, 2008 und 2010  leitete er das Abschlusskonzert der Musikfestspiele Potsdam Sanssouci vor der illuminierten Kulisse des Neuen Palais.
Neben seiner Arbeit als Dirigent komponierte er für das Musiktheater 2005 Mozart in Manhattan, einen Opernkrimi über Lorenzo da Pontes Leben in New York, und 2007 Wenn Ärzte lieben, eine Parodie des Arztroman-Genres. Beide Werke wurden bei den Gandersheimer Domfestspielen erstmals gezeigt.